# Friedrich Paneth
Friedrich Adolf Paneth  (n. 31 august 1887, Viena, Austro-Ungaria – d. 17 septembrie 1958, Mainz, Germania) a fost un chimist britanic de origine austriacă. Fugind de naziști, a ajuns în Marea Britanie, țară a cărui cetățean a devenit în 1939. 
După război, Paneth revenea în Germania pentru a deveni director al Institutului Max Planck pentru Chimie din Mainz în 1953. El era considerat cea mai mare autoritate a timpului său în domeniul hidrurilor volatile, aducând și contribuții importante la studiul stratosferei.

## Biografie
Friedrich (Fritz) Paneth era fiul fiziologului Joseph Paneth.  Alături de cei trei frați ai săi era crescut în credința protestantă, deși ambii părinți erau de origine evreiască. A fost educat în gimnaziul din Schotten, o școală renumită din Viena. A studiat chimia la Universitatea din Viena și – după ce a lucrat o perioadă alături de Adolf von Baeyer la Universitatea din München – a obținut doctoratul ( sub conducerea lui Zdenko Hans Skraup) la Departamentul de chimie organică a Universității din Viena, în 1910. 
Renunță la chimia organică, iar în 1912 se alătura grupului de radiochimie din cadrul Institutului de cercetare a radiului din Viena, condus la acea vreme de Stefan Meyer.  În 1913 i-a vizitat pe Frederick Soddy (Universitatea din Glasgow) și Ernest Rutherford (Universitatea din Manchester). În același an s-a căsătorit cu Else Hartmann, cu care a avut un fiu și o fiică. După habilitarea obținută în 1913, a devenit asistent al lui Otto Hönigschmid la Universitatea din Praga. Din 1919 până în 1933 a fost profesor la diferite universități germane (Universitatea din Hamburg 1919, Universitatea din Berlin 1922, Universitatea Königsberg 1929). 
În 1927, Paneth și Kurt Peters și-au publicat rezultatele despre transformarea hidrogenului în heliu, procedeu cunoscut în prezent sub denumirea de „fuziune la rece”.  Ulterior și-au retractat rezultatele, spunând că au măsurat de fapt heliul de fond din aer.
În 1933, în timpul ascensiunii la putere a lui Hitler, a participat la un turneu de predare în Anglia, din care nu s-a mai reîntors în Germania nazistă. În 1939 a devenit profesor la Universitatea din Durham, unde a rămas până la pensionarea sa din 1953. 
I s-a oferit postul de director al Institutului Max Planck pentru Chimie din Mainz, fapt care l-a determinat să se întoarcă în Germania. A fondat Departamentul de Cosmochimie al acestei universități și a inițiat cercetări asupra meteoriților. A lucrat în acest institut până la decesul survenit în 1958. 

## Premii și distincții
- Premiul Lieben (1916)
- Premiul Liversidge (1936)
- Medalia Liebig (1957)
- membru ales al Societății Regale (1947)

Panethitul este un mineral ce îi poartă numele, la fel ca și craterul lunar Paneth. 